# Cardedu
Cardedu est une commune italienne de la province de Nuoro dans la région Sardaigne en Italie.

## Histoire
Le village proprement dit est né au milieu du XXe siècle, quand une violente crue détruisit complètement le village de Gairo Vecchio, dont les habitants se déplacèrent en aval. C'est là où existaient déjà quelques maisons dispersées que furent construites l'église, l'école, et la caserne, donnant naissance au village

## Culture locale et patrimoine
La zone du Monte Ferru présente une importante diversité d'espèces animales et végétales, et attire l'attention de nombreux visiteurs pour les caractéristique spécifiques de sa flore et de sa faune et pour les nombreuses excursions possibles.
Pendant la periode du Neolithique ,on trouve une sepulture pre nuraghique avec la  presence de domus de janas du mont arrista   ainsi que les menhirs de Cosa Iba .

## Administration
| Période                                  | Période | Identité | Étiquette | Qualité |
| ---------------------------------------- | ------- | -------- | --------- | ------- |
|                                          |         |          |           |         |
| Les données manquantes sont à compléter. |         |          |           |         |

### Communes limitrophes
Bari Sardo, Gairo, Jerzu, Lanusei, Osini, Tertenia

### Évolution démographique
Habitants recensés

## ferences
1. ↑  « Cardedu », sur www.sardegnaturismo.it, 20 novembre 2015 (consulté le 20 août 2025)